# Rex Allen
Rex Elvie Allen (Willcox, 31 december 1920 - Tucson, 17 december 1999) was een Amerikaanse countryzanger en acteur.

## Jeugd
Rex Allen was de zoon van Horace Allen en Faylle Clark, die een boerderij bezaten in Mud Springs Canyon. Op 11-jarige leeftijd kreeg hij zijn eerste gitaar en later begeleidde hij zijn vader, die fiddle speelde, op de plaatselijke Barn Dance-shows. Nadat hij met goed gevolg de high school had afgesloten, kreeg hij in Phoenix een baan bij een radiozender. Hij verliet Phoenix echter iets later om met rodeoshows rond te reizen. Doch ook hiermee vond hij geen voldoening en na een zware verwonding tijdens een rodeo legde hij zich weer toe op de muziek. In 1943 kreeg hij zijn eerste aanstelling bij een radiozender in Trenton.

## Carrière
Allens muziekcarrière begon in 1946 bij de National Barn Dance in Chicago. Al sinds 1943 was hij opgetreden bij meerdere radiostations, maar had echter nooit een vaste aanstelling gekregen. Kort daarna werd hij gecontracteerd door Mercury Records. Na meerdere succesloze singles had hij in 1949 met Afraid (14e plaats, countrycharts) zijn eerste hit. In hetzelfde jaar ging hij naar Hollywood, waar hij radioprogramma's presenteerde. Spoedig daarna werd hij gecontracteerd door Republic Pictures en werd zijn eerste film geproduceerd. In 1950 werd de film The Arizona Cowboy een succes en tot 1954 speelde hij in 19 verscheidene westerns mee. Deze westerns beschreven de verovering van het Wilde Westen. Tijdens het midden van de jaren 1950 was de bloeiperiode van deze films. Vanaf medio de jaren 1950 wisselde Allen naar de televisie, waar hij te zien was in 39 afleveringen van de serie Fronzier Doctor.
In de meeste van zijn films zong Allen ook en dus werd de song Sparrow In The Tree Trop (1951) een top 10-hit in de countryhitlijst. In 1951 wisselde Allen naar Decca Records, waarbij hij met Crying in the Chapel (1953) zijn grootste succes kon plaatsen. Aan het begin van de jaren 1960 wisselde hij weer naar Mercury Records, waar hij in 1961 zijn laatste grote hit Don't Go Near The Indians had. De song werd geschreven door de countryzanger Sheb Wooley. Tijdens de jaren 1970 was hij meestal als verteller actief in verschillende Walt Disney-films. Zijn oudste zoon Rex Allen jr. werd ook countrymuzikant. Voor zijn successen als acteur kreeg hij een ster op de Hollywood Walk of Fame en in 1983 werd hij opgenomen in de Western Music Association Hall of Fame.

## Overlijden
Rex Allen overleed op 17 december 1999 op 78-jarige leeftijd, toen hij per ongeluk door een van zijn werknemers werd overreden.

## Discografie
- 1961: Marines Let's Go
- 1963: Tear After Tear
- 1968: Tiny Bubbles

- Bibliothèque nationale de France: cb13890685p (data)
- Gemeinsame Normdatei: 119087707
- International Standard Name Identifier: 0000 0000 2697 9545
- Library of Congress Control Number: n87136308
- MusicBrainz: 4782b84f-201b-4d7a-b142-04a8bf6bdd3b
- SNAC: w6jd687n
- Virtual International Authority File: 46945414
- WorldCat: E39PBJrwTFgkd3kcBrpPbbR9Xd